# 菅野宗範
菅野 宗範（すがの の むねのり、生没年不詳）は、平安時代前期の貴族。姓は朝臣。官位は従五位下・河内介。

## 経歴
左衛門少尉を経て、貞観2年（860年）従五位下に叙爵する。貞観6年（864年）駿河介に任ぜられるが、翌貞観7年（865年）正月に豊後介、4月に薩摩守と九州地方の地方官に遷る。その後も、貞観12年（870年）正月に安房守、7月に河内介と、清和朝前半に地方官を歴任した。

## 官歴
『日本三代実録』による。
- 時期不詳：正六位上。左衛門少尉
- 貞観2年（860年）11月16日：従五位下
- 貞観6年（864年）正月16日：駿河介
- 貞観7年（865年）正月27日：豊後介。4月15日：薩摩守
- 貞観12年（870年）正月25日：安房守。7月5日：河内介